# Bembidion striatum
Bembidion striatum är en skalbaggsart som först beskrevs av Fabricius 1792.  Bembidion striatum ingår i släktet Bembidion, och familjen jordlöpare. Arten har ej påträffats i Sverige.